# Ambrogino d'oro
Ambrogino d'oro è il nome con cui sono comunemente chiamate le onorificenze conferite dal comune di Milano ai suoi cittadini più meritevoli. 
Vi sono due categorie di Ambrogini d'oro:
- Medaglia d'oro
- Attestato di civica benemerenza

Ogni anno vengono assegnati fino a un massimo di 15 medaglie d'oro e 20 attestati di benemerenza civica. I premiati sono scelti dall'Ufficio di presidenza del consiglio comunale di Milano; il sindaco ha diritto di veto. La consegna avviene il 7 dicembre, festa di Sant'Ambrogio. Vengono inoltre premiati i milanesi che hanno ricevuto la nomina a Maestri del Lavoro, da parte della Presidenza della Repubblica.
Restano agli annali i rifiuti di Dario Fo nel 1997, di Robert De Niro nel 2004 e di Elio e le Storie Tese nel 2008 che però ritirano il premio nel 2018.

## Storia
Il nome è ispirato alla moneta coniata dal Ducato di Milano intorno al 1300, che a sua volta prende il nome dal patrono di Milano Sant'Ambrogio.

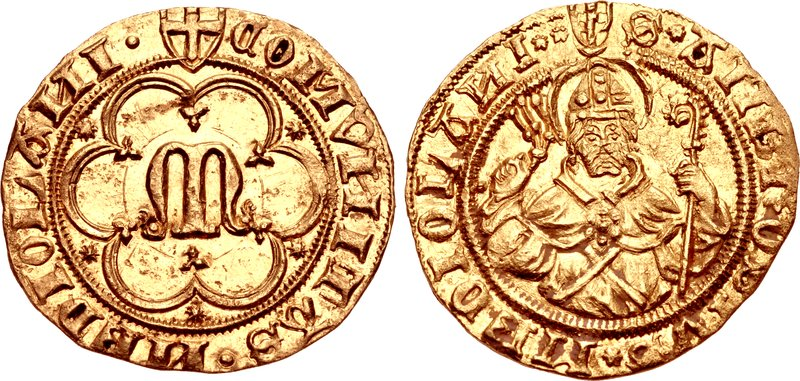
Ambrosino d'oro (1447-1450)

L’onorificenza è stata conferita per la prima volta il 7 dicembre 1946 durante la giunta del sindaco Antonio Greppi.

## Onorificenze 1946

### Ambrogino d'oro - Medaglia d'oro
- Mario Bertarelli
- Luigi Oriani
- Ercole Sordi

### Attestati di civica benemerenza
- Dipendenti comunali (Attestato straordinario conferito dal CLN)

## Onorificenze 1947

### Ambrogino d'oro - Medaglia d'oro
- Alfredo Albertini
- Augusto De Benedetti
- Giulio Garbelli
- Antonio Parolari
- Ettore Troilo

### Ambrogino d'oro - Medaglia d'oro alla memoria
- Francesco Mattia
- Luigi Negri

## Onorificenze 1948

### Ambrogino d'oro - Medaglia d'oro
- Maria Carlotta Caldara
- Paolo Ceci
- Filippo Madonnini
- Giuseppe Rivolta
- Tazzinetta Benedica (associazione)
- Alberto Valzelli
- Fortunato Beati
- Rino Ferrini
- Gian Lorenzo Garavaglia
- Primo Ernesto Laudi
- Mario Leoni
- Gerolamo Mussi
- Camillo Pellegatta
- Giulio Andrea Torri
- Antonio Bassanini
- Luigi Bellavita
- Piero Binda
- Giuseppe Bolchini
- Franco Bologna
- Alfredo Calderara
- Quinto Capperucci
- Battista Antonio Cassia
- Vittorio Cattaneo
- Luigi Dodi
- Battista Donati
- Sergio Dragoni
- Carlo Angelo Forzinetti
- Giulio Garbelli
- Paolo Grecchi
- Luigi Lado
- Edoardo Lampertico
- Luciano Lucca
- Carlo Monzini
- Carlo Pezzati
- Virginio Rebua
- Luigi Pescalli
- Mario Tamburini
- Vittorio Vaccaroni
- Piero Valtolina

## Onorificenze 1949

### Ambrogino d'oro - Medaglia d'oro
- Arnaldo Baroni
- Angelo Brambilla
- Enrico Celpa
- Claudio Crescenti
- Gian Luigi Dones
- Rosa Marelli Vergani
- Eugenio Medea
- Annibale Membretti
- Giosuè Ottolina
- Larissa Pini
- Gustavo Predaval
- Vittorio Tordera
- Fernanda Wittgens

## Onorificenze 1967

### Ambrogino d'oro - Medaglia d'oro
- Gian Cesare Pico

## Onorificenze 1969

### Ambrogino d'oro - Medaglia d'oro
- Francesco Aramu, pittore[7]

## Onorificenze 1972

### Ambrogino d'oro - Medaglia d'oro
- Vittorio Zironi, artigiano
- Emilio Formenti, pittore

### Ambrogino d'oro - Medaglia d'oro alla memoria
- Luigi Bosatelli, partigiano, morto nella battaglia di Fabbrico

## Onorificenze 1973

### Ambrogino d'oro - Medaglia d'oro
- Coro A.N.A. di Milano

### Attestato
- Luigi Quaglia - artista, orafo

## Onorificenze 1975

### Ambrogino d'oro - Medaglia d'oro[8]
- Giovanni Carmelo Sciuto, pittore (in arte "Montevago").

## Onorificenze 1978

### Attestati di Civica Benemerenza
- Maria Grazia Gatti Randi, imprenditrice

## Onorificenze 1979

### Ambrogino d'oro - Medaglia d'oro
- Emilio Alessandrini, magistrato
- Carlo Tedeschi, artista per la pace

- Unione Nazionale Accademia Scuola  Acconciatori Signora

## Onorificenze 1980

### Ambrogino d'oro - Medaglia d'oro
- Domenico Ursillo, pittore paesaggista italiano
- Luisa la Porta, imprenditrice "Ikebana Fleurs"

## Onorificenze 1983

### Ambrogino d'oro - Medaglia d'oro
- Alberto Cavallari
- Gen. B.A. Gaetano Scarafia - Capo di Stato Maggiore della I Regione Aerea di Milano
- Comm. Fedele Camillo Gabriele - Polizia Penitenziaria Milano

## Onorificenze 1984

### Ambrogino d'oro - Medaglia d'oro
- Eugenio Mantegani

## Onorificenze 1985

### Ambrogino d'oro - Medaglia d'oro
- Emilio Giuseppe Dossena
- Basilio Catania
- A.C. Garibaldina 1932 - società calcistica milanese
- Alfredo Gianbattista Sozzi

## Onorificenze 1988

### Ambrogino d'oro - Medaglia d'oro
- Angelo Mandelli
- Amos Pirovano

## Onorificenze 1990

### Ambrogino d'oro - Medaglia d'oro
- Coro Croz Corona

## Onorificenze 1997

### Medaglie d'argento
- Fedele Camillo

## Onorificenze 2002

### Medaglia d'oro alla Memoria
- Marcello Bernardi
- Marco Biagi
- Guido Bianchi
- Edoardo Cernuschi
- Raffaele Ciriello
- Cinzia Marampon
- Augusto Morello
- Guglielmo Scarlato
- Paolo Scrofani

## Onorificenze 2003

### Grande medaglia d'oro alla memoria
- Lorenzo Bignamini
- Fabrizio De André
- Massimo Ficuciello
- Paolo Foglia
- Ivan Ghitti
- Gianfranco Miglio
- Daniele Vimercati

### Attestati alla memoria
- Giorgio Arcudi
- Ferdinando Giordano
- Walter Pinnetti - in arte Walter Valdi
- Stefania Vinassa de Regny

### Attestati di civica benemerenza
- Gianfranco Aliotta
- Associazione culturale milanese Antica credenza di Sant' Ambrogio
- Gabriele Aru
- Associazione amici della Cascina Linterno
- Associazione Crinali
- Associazione dei Clubs degli alcolisti in trattamento - "A.C.A.T Milano"
- Associazione L'Abilità Onlus
- Associazione Salute Donna
- Associazione Volontari Milano pulita
- Luciano Bertolone
- Teresa Bonfiglio
- Carmine Castellano
- Suor Generosilde Cisana
- Renato Corrado
- Mario De Nicolais
- Angelo Donelli
- Silvio Gazzaniga
- M.A.F. Fonderia d'Arte
- Gian Mario Maggi
- Erminio Malagutti
- Livio Manera
- Padre Gianfranco Mattesini
- Carlo Monti
- Carmelo Occhipinti
- Elio Oggioni
- Opera Macchi-Grignani
- Franco Poletti
- Semiconvitto Istituto Achille Ricci
- Lilla Ungaro
- Maria Grazia Zanaboni
- Marino Zuccheri

### Ambrogino d'oro - Medaglia d'oro
- Roberto Anzalone
- Guido Artom
- Associazione corpo musicale Gaetano Donizetti - La Banda d' Affori
- Associazione culturale Musica Oggi
- Medici senza Frontiere
- Caduti sul lavoro
- Renato Cepparo
- Orlando Chiari
- Monsignor Giuseppe Colombo
- Comunità salesiana di Milano
- Leandro Gennari
- Istituto San Gaetano-Opera Don Guanella
- Gina Lagorio
- Gabriele Mazzotta
- Ospedale militare di Milano
- Alberto Piatti
- Mario Riboni
- Renato Sarti
- Servizio di protezione civile del Comune di Milano
- Luigi Veronelli
- Gianna Zoppei

### Grande medaglia d'oro
- Fondazione Marcello Candia
- Mario Monti
- Giorgio Rumi

## Onorificenze 2005

### Ambrogino d'oro - Medaglia d'oro alla memoria
- Ambrogio Fogar

### Attestati di civica benemerenza
- Massimo Marchesotti
- Javier Zanetti

## Onorificenze 2006

### Ambrogino d'oro - Medaglia d'oro alla memoria
- Giuseppe Massari (detto Beppe) - Pedagogista che ha creato il progetto giovani del Comune di Milano

### Grandi medaglie d'oro
- Clinica Mangiagalli
- Il Giorno

### Ambrogino d'oro - Medaglia d'oro
- Maria Benigno Bruni
- Onorina Pesce Brambilla
- Toni Capuozzo
- Cesare Cavalleri
- Lionello Cerri
- Piero Colaprico
- Mario De Biasi
- Ferruccio De Bortoli
- Vittorio Feltri
- Elio Fiorucci
- Francesca Floriani
- Lina Forte
- Don Gian Paolo Gastaldi
- Ippolita Lo Scalzo
- Renzo Martinelli
- Maria Grazia Napolitani
- Lorenzo Ornaghi
- Silvia Parente
- Don Chino Pezzoli
- Gialuca Rolla
- Fabio Sereni
- Teo Teocoli

## Onorificenze 2007

### Ambrogino d'oro - Medaglia d'oro
- Natalia Aspesi
- Paola Banone
- Gilda Bojardi
- Michele Brambilla
- Roberto Calasso
- Caterina Caselli
- Massimo Cirri – Filippo Solibello
- Eugenio Corti
- Dario Cova
- Giuseppe Deiana
- Pasqualino Di Carlo
- Giovanna Ferrante
- Massimiliano Finazzer Flory
- Giancarlo Majorino
- Augusta Marianecci Micheli
- Gianna Martinengo
- Francesca Merzagora
- Anna Molinari
- Valerio Onida
- Guido Pozza
- Angelo Provasoli
- Antonio Ricci
- Gian Carlo Maria Rivolta
- Alessandro Sartorio
- Giangiacomo Schiavi
- Libero Traversa
- Suor Cesarina Villa
- Giuseppe Volpe

## Onorificenze 2008

### Ambrogino d'oro - Medaglia d'oro alla memoria
- Alma Agata Cappiello
- Primo Romeo Priotto

### Grande medaglia d'oro
- Casa editrice Mondadori
- Raffaele De Grada
- Conservatorio di Milano “Giuseppe Verdi”
- Gianfranco Ravasi

### Ambrogino d'oro - Medaglia d'oro
- Giancarlo Bianchi
- Nella Bolchini Bompani
- Sergio Bonelli
- Stefano Borgonovo
- Teresa Bruni Padovano
- Simonpaolo Buongiardino
- Michele Crosti
- Giorgio De Nova
- Giuseppe Fasano
- Nedo Fiano
- Alessandro Frigiola
- Claudia Gian Ferrari
- Ludovico Grandi
- ISPI – Istituto per gli Studi di Politica Internazionale
- Gaspare Jean Medico chirurgo
- Vivian Lamarque
- Fedele Marino
- Mario Melazzini
- Davide Oldani
- Paolo Pettinaroli
- Cesare Rimini
- Antonio Sciortino
- Società Umanitaria
- Alberto Torregiani
- Franco Trincale
- Carla Venosta
- Angelo Vescovi
- Alfredo Vismara

### Attestati di civica benemerenza
- Associazione Amici dell'arte della carne
- Associazione artistico culturale Gruppo Sirio
- Associazione Cittadini di Certosa Garegnano
- Associazione culturale Mosaiko
- Associazione La nostra comunità
- Associazione San Carlo
- Associazione Solidarte Onlus
- ACEA Onlus (Associazione per i consumi etici ed alternativi)
- Associazione Il Sipario dei Bambini – Onlus
- Cappella musicale ambrosiana della Basilica di Sant'Ambrogio
- Casa famiglia Gerico
- Christian Blind Mission Italia Onlus
- Centro Cardinale Colombo, Società Cooperativa Sociale
- Centro di riabilitazione equestre “Vittorio Di Capua” dell'Ospedale Niguarda
- Club alpino italiano - Sezione di Milano
- Comitato d'autogestione Lope De Vega 1-27
- Compagnia dei giovani del teatro Stella di Milano
- Comuna Baires
- Consorzio Farsi prossimo
- Società Cooperativa Sociale Onlus
- Cooperativa edificatrice operaia Filippo Corridoni
- Cooperativa edilizia Mutua Alleanza Milanese
- CO.RE.IS. Italiana - Comunità religiosa islamica Italia
- Cura e Riabilitazione Onlus
- Cus Milano A.S.D.
- Demos Associazione Onlus
- Fondazione IRCCS dell'Istituto Nazionale per lo Studio e la Cura dei Tumori
- Edward Gardner
- Fédération internationale cinéma et télévision sportifs
- Fondazione Maddalena Grassi
- Fondazione nazionale Mutilati e Invalidi di guerra
- Fondazione Rui - Residenze universitarie internazionali
- Gruppo sportivo Virtus 1908
- I Legnanesi
- Pellux
- Piccola Opera per la salvezza del fanciullo
- Qui studio a voi stadio
- Radio Deejay
- Scuole del Merkos l'Inyonei Chinuch
- Società Editrice Savallo di Fontana & C.
- Tindaro Scurria

## Onorificenze 2009

### Grande medaglia d'oro alla memoria
- Don Carlo Gnocchi

### Ambrogino d'oro - Medaglia d'oro alla memoria
- Camilla Cederna, giornalista
- Giovanni Raboni, poeta e scrittore

### Grandi medaglie d'oro
- Ospedale Niguarda Cà Granda, per il 70º della fondazione
- Pio Albergo Trivulzio, per il centesimo della fondazione
- Salesiani di Don Bosco, per il 150º della fondazione

### Ambrogino d'oro - Medaglie d'oro
- Mahmoud Asfa, architetto giordano, presidente della Casa della cultura islamica
- Peter Bayuku Konteh, nato in Sierra Leone, promotore del progetto Microcammino 2000
- Marina Berlusconi, imprenditrice, presidente di Fininvest e Gruppo Mondadori
- Maurizio Belpietro, giornalista, direttore del quotidiano Libero
- Giuseppe Bergomi, calciatore
- Maria Berrini, architetto presidente dell'Istituto di ricerche Ambiente Italia
- Enrica Bona Orlando Borromeo, presidente Airc Lombardia
- Italo Brambilla, medico cardiopneumologo, primario all'Ospedale Niguarda
- Ada Burrone, fondatrice e presidente dell'Associazione Attivecomeprime
- monsignor Franco Buzzi, prefetto della Veneranda Biblioteca Ambrosiana
- Stefano Boeri, architetto e urbanista
- Mario Calabresi, giornalista, direttore del quotidiano La Stampa
- Nico Colonna, editore, direttore di Smemoranda
- Stefano Dambruoso, magistrato
- Camillo De Milato, comandante regionale Esercito Lombardia
- Dolce e Gabbana, stilisti
- Paolo Giuggioli, presidente dell'Ordine degli Avvocati
- Ilaria Guaraldi Vinassa de Regny, presidente dell'Associazione didattica museale
- Natalina Invernizzi Campi, gestore dell'omonima Cascina, Libera Associazioni, nomi e numeri contro le mafie
- Paolo Maldini, calciatore
- Enrico Molinari, ricercatore, docente, presidente dell'Ordine degli Psicologi della Lombardia
- Luigi Pestalozza, docente e critico musicale
- Carlo Petrini, fondatore di Slow Food
- Alberto Pilotti, grafico, impegnato nel volontariato sociale
- Giovanni Puglisi, rettore dello Iulm
- Davide Rampello, presidente della Triennale
- Andrée Ruth Shammah, regista teatrale, fondatrice del Franco Parenti
- Stella Vecchio, politica, sindacalista
- Fabrizio Villani, medico chirurgo

### Attestati di civica benemerenza
- Nucleo Tutela Trasporto Pubblico (N.T.T.P.) della Polizia Locale di Milano
- Comitato Spontaneo Apolitico viale Abruzzi, via Piccinni e vie Limitrofe

## Onorificenze 2010

### Ambrogino d'oro - Medaglia d'oro alla memoria
- Claudio Acerbi, socio fondatore dell'Associazione Amici della Cascina Linterno
- Tiziana Catalano, vice Presidente della Casa delle Donne Maltrattate
- Francesco di Cataldo, vice Comandante guardie carcerarie di San Vittore, vittima del terrorismo

### Grande medaglia d'oro
- Liliana Segre, testimone dell'Olocausto

### Ambrogino d'oro - Medaglia d'oro
- Fawzi Al Delmi, poeta e pittore iracheno
- Lilia Alberghina, ricercatrice e docente
- Aldo, Giovanni e Giacomo, comici
- Flavia Fumagalli Amato, disegnatrice
- Rosellina Archinto, fondatrice dell'omonima casa editrice
- Card. Giacomo Biffi, Arcivescovo emerito di Bologna
- Giuseppe Bigi, responsabile Comitato inquilini Quinto Romano, socio Associazione Parkinsoniani
- Dino Boffo, giornalista
- Giovanni Bognetti, docente
- Giacomo De Cerce, judoka
- Vittoriano Faganelli, imprenditore, Presidente della Fondazione per la ricerca sulla fibrosi cistica
- Marco Gambarelli, impegnato nel volontariato, ha aiutato un senzatetto vittima di un pestaggio
- Dorando Giannasi, commerciante
- Vincenzo Indolfi, ex Questore di Milano
- Enrico Intra, musicista
- Momcilo Jankovic, oncologo
- Alessandra Kustermann, medico, responsabile dell'Associazione Soccorso Violenza sessuale
- Pier Mannuccio Mannucci, medico, ricercatore, docente
- Gualtiero Marchesi, chef
- Alberto Martinelli, ex Preside della Facoltà di Scienze politiche dell'Università degli Studi di Milano
- Don Piergiorgio Perini, storico parroco della Basilica di Sant'Eustorgio
- Pippo Ranci Ortigosa, docente, primo Presidente dell'Autorità per l'energia elettrica e il gas
- Lorenzo Riva, stilista
- Angelo Russo, medico
- Ernesto Schiavi, violinista, fondatore della Filarmonica della Scala
- Maria Sciancati, sindacalista
- Massimo Vitta Zelman, Presidente di Skira editore
- La coraggiosa testimone del pestaggio del taxista Luca Massari
- Distretto 108 IB4 - La Grande Milano - Lions Clubs International
- La Casa della Carità

### Attestati di civica benemerenza
- Assunta Vincenti per le mamme di via Rubattino
- Anaci, Associazione nazionale Amministratori condominali e immobiliari
- Ans, Associazione Nazionale Subvedenti Onlus
- Associazione La Città del Sole - Amici del Parco Trotter
- Associazione culturale Fondazione Milano Policroma
- Associazione culturale Arte Ba-Rocco
- Associazione musicale Kreisleriana
- Associazione Emmaus Onlus
- Associazione italiana per la ricerca scientifica e la tutela della persona down - Vivi Down Onlus
- Associazione Koala Onlus
- Associazione Papà separati Lombardia Onlus
- Associazione sportiva dilettantistica Aurora
- Baldini Castoldi Dalai Editore
- Centro ricreativo Anziani di via Zante 36
- Centro Studi Grande Milano
- Circolo Bocciofila Piero Caccialanza
- Circolo ricreativo Sarcinelli di Quarto Oggiaro
- Cooperativa Unione Operaia
- Fidas Milano Onlus Donatori di sangue
- Fondazione Catella
- Fondazione Francesca Rava - Nph Italia Onlus
- Fondazione Terre des Hommes
- I Volontari del Touring Club italiano
- Istituto sperimentale Rinascita scuola secondaria di 1º grado a orientamento musicale
- La Liberazione - Società cooperativa
- Matuella L'Ottico di Milano
- Mirabilia Dei - Società cooperativa sociale
- Pontificio istituto ambrosiano di musica sacra - Piams
- Progetto Itaca Associazione volontari per la Salute mentale Onlus
- Radio 24
- Radio Taxi 8585 - Società cooperativa
- Risvegli - Aspru, Associazione per lo studio e la promozione delle risorse umane
- Scuola popolare del Gratosoglio
- Teatro Elfo Puccini
- Teatro Litta
- Tennis Club Milano Alberto Bonacossa
- Società calcistica Aldini Bariviera
- Unità Problemi del Territorio della Polizia locale di Milano
- Volontari dei centri socio ricreativi comunali

## Onorificenze 2011

### Ambrogino d'oro - Medaglia d'oro alla memoria
- Vincenzo Capacchione, cardiologo, deceduto nel giugno 2011 per un aneurisma, dopo aver effettuato un intervento d'urgenza perfettamente riuscito
- Marco Colombaioni, milanese di 28 anni, annegato il 2 luglio 2011 a Marina di Ravenna per salvare alcuni giovani in mare

### Grande medaglia d'oro
- Cardinale Dionigi Tettamanzi

### Ambrogino d'oro - Medaglia d'oro
- Ottavio Alfieri, cardiochirurgo
- Mons. Giovanni Barbareschi, ha contribuito a salvare oltre 2.000 prigionieri durante la Resistenza. Cappellano dei partigiani delle Brigate Fiamme Verdi, membro dell'O.S.C.A.R., amico di don Gnocchi e fondatore della Fondazione Lazzati
- Mario Bellini, architetto
- Suor Ancilla Beretta, impegnata ad aiutare le famiglie straniere disagiate presso il Centro Nocetum
- Carlo Bergonzi, cantante lirico
- Antonio Bocola, regista e sceneggiatore
- Enrico Cerrai, chimico, ricercatore
- Stefano Colli Lanzi, docente alla Cattolica, fondatore della Générale Industrielle Italia per il lavoro temporaneo
- Piersergio Dallan, pilota acrobatico per 23 volte campione italiano
- Gennaro D'Avanzo, attore, ha lavorato con i Legnanesi, direttore del Teatro San Babila
- Giovanni Dioli, rappresentante sindacale della Sogemi, è stato vittima di intimidazioni e ritorsioni
- Tarcisio Fabris, allenatore, insegna da mezzo secolo il calcio ai bambini in zona Mac Mahon
- Eugenio Finardi, cantautore
- Alberto Ghinzani, scultore, direttore della Permanente di Milano
- Crisanto Mandrioli, avvocato, giurista, professore emerito
- Giovanni Para, operaio alla General Electric, punto di riferimento per gli anziani del quartiere di via Tarabella
- Angelo Maria Perrino, giornalista
- Aldo Pisani Ceretti, medico chirurgo
- Giacomo Previdi, Presidente onorario del Consorzio cooperative lavoratori Acli-Cisl Milano
- Alberto Quadrio Curzio, professore emerito di Economia Politica all'Università Cattolica del Sacro Cuore di Milano
- Famiglia Ravizza, sette fratelli che hanno legato le loro vicende professionali alla vita culturale ed economica della città
- Rossana Rossanda, storica esponente della Resistenza, è stata consigliere comunale a Milano e deputata
- Guido Rossi, avvocato, giurista, professore emerito di Diritto commerciale alla Bocconi
- Corrado Stajano, giornalista, scrittore
- Donatella Treu, Amministratore delegato de Il Sole 24 Ore Spa
- Carlo Vergani, medico geriatra, fondatore della scuola di specializzazione di geriatria presso l'Università degli Studi
- Vera Vigevani, 83 anni, giornalista all'Ansa di Buenos Aires, appartenente al movimento delle Madres de Plaza de Mayo
- Annalisa Zanni, direttrice del Museo Poldi Pezzoli
- Ernesto Zerbi, ortopedico, fondatore dell'Istituto ortopedico Galeazzi

### Attestati di civica benemerenza
- Affari Italiani
- Associazione Amici del Policlinico e della Mangiagalli Donatori di sangue Onlus
- Associazione Bianca Garavaglia Onlus
- Associazione Figli della Shoah
- Associazione italiana Parkinsoniani – Aip
- Aics- Associazione italiana Cultura e Sport
- Associazione Oro
- Associazione sportiva dilettantistica Road Runners Club
- Cancro Primo Aiuto
- Centro Angela Maria e Antonio Migliavacca, per la diagnosi e lo studio delle malattie del fegato e delle

vie biliari dell'Università degli Studi di Milano
- Centro Nemo
- Cinema Mexico di via Savona 57
- Comunità di Sant'Egidio Milano
- Croce Rosa Celeste
- Fondazione Moscati
- Giovani imprenditori di Assolombarda
- Gruppo Sportivo dilettantistico non Vedenti Milano Onlus dell'Istituto dei Ciechi di via Vivaio
- Liceo Ginnasio Giovanni Berchet
- L'Impronta Associazione Onlus
- Mnogaja Leta Quartet
- Opera Don Calabria di Milano
- Osservatorio sui Diritti dei Minori
- Personale dell'Ospedale San Raffaele di Milano
- Premiata Forneria Marconi
- Prometeo
- Save the Children Italia Onlus sede di Milano
- Scuola secondaria di 1º grado Luigi Majno

## Onorificenze 2012

### Ambrogino d'oro - Medaglia d'oro alla memoria
- Silvano Cavatorta, autore, critico e produttore cinematografico, docente della Civica Scuola di Cinema
- Nicolò Savarino, vigile urbano, ucciso in servizio il 12 gennaio 2012

### Ambrogino d'oro - Medaglia d'oro
- Gianni Berengo Gardin, fotografo
- Pierluigi Bernasconi, imprenditore
- Cloti (Clotilde) Brusasca Gallizia, volontaria
- Mauro Alberto Buscaglia, medico
- Pietro Campedelli, produttore cinematografico
- Francesco Cappelli, pensionato, ex insegnante e dirigente scolastico
- Elena Cattaneo, scienziata, esperta di cellule staminali
- padre Uberto Ceroni, docente e preside vicario del Istituto Leone XIII
- Silvana Ceruti, ex insegnante elementare, volontaria presso la Casa di Reclusione di Opera
- Samantha Cristoforetti, astronauta
- Giuseppe Della Porta, medico, presidente di IFOM
- Franca Fossati Bellani, medico oncologo, presidente Lilt Milano
- Fabiola Gianotti, ricercatrice del Cern di Ginevra
- Liliana Gualandi, volontaria, fondatrice del Centro Italiano per l'Adozione Internazionale
- padre Marino Hailè, frate cappuccino, cappellano della comunità etiopica ed eritrea di Milano
- Gianmario Longoni, direttore artistico e anima del Teatro Smeraldo
- Don Arturo Lorini, promotore del progetto Adozioni a distanza dei salesiani di Milano
- Giorgio Marinucci, docente universitario
- Lea Melandri, teorica del femminismo
- Raul Montanari, scrittore
- Vittorio Paltrinieri, musicista e compositore
- Michele Procopio, volontario, presidente dell'Associazione Presente e Futuro Onlus
- Vittorio Spinazzola, docente universitario, saggista
- Anna Maria Tarantola, ex vicedirettore generale della Banca d'Italia, docente, presidente della Rai
- Salvatore Veca, filosofo, docente universitario
- suor Elisanna Viganò, suora di Maria Consolatrice, dagli anni Novanta impegnata nell'Istituto dei Ciechi di via Vivaio
- Xian Zhang, musicista, direttore musicale dell'Orchestra sinfonica Giuseppe Verdi
- Osservatorio astronomico di Brera

### Attestati di civica benemerenza
- Arci Milano
- Associazione AUSER 18 Baggio Onlus
- Associazione Culturale La Cappella Musicale
- Associazione Donne Arabe d'Italia - DARI
- Associazione Italiana Celiachia Lombardia Onlus
- Associazione Pescatori Cava Cabassi
- API Associazione Poliziotti Italiani
- Associazione Sportiva Dilettantistica Fortes in Fide
- Associazione Volontari di protezione civile del Gruppo A2A
- Associazione del Naviglio Grande
- Associazione sportiva Viviam cent'anni
- Associazione Assoetica
- Banda degli ottoni a scoppio
- Centro Forestazione Urbana (Italia Nostra)
- Centro Padre Piamarta
- Cinema Teatro Delfino
- Comitato Inquilini del Villaggio dei Fiori
- Comitato salvaguardia fontanili e territorio di Milano
- Corpo della Polizia penitenziaria operante presso la Casa circondariale di Milano San Vittore
- Decanato Quarto Oggiaro (Parrocchie di SS. MM. Nazaro e Celso, S. Lucia, Resurrezione, S. Agnese, Pentecoste)
- Nucleo Operativo della Compagnia Carabinieri Milano Duomo
- Cooperativa Sociale Case Pionieri
- Edizioni Charta
- Il Giovedì
- Scuola La Zolla Cooperativa Sociale Onlus
- Lavoratori della Torre del binario 21 della Stazione Centrale di Milano
- Presidio Giovani Libera Milano “Lea Garofalo”
- Teatro Atir Ringhiera
- Teatro S. Andrea
- Terre di Mezzo
- Unione Sportiva – Polisportiva Don Orione
- Antonio Palma Barbalinardo, volontario, vicepresidente della Fondazione Carlo Perini
- Giancarlo Marcelli, volontario, guida turistica in quattro lingue presso la Chiesa di San Bernardino alle Ossa

## Onorificenze 2013[9]

### Ambrogino d'oro - Medaglia d'oro alla memoria
- Aldo Coppola

### Ambrogino d'oro - Medaglia d’oro
- Alessandra Appiano
- Giovanni Broggi
- Anna Clerici Grandi
- Denise Cosco
- Leonardo Del Vecchio
- Alganesh Fessaha
- Ezio Attilio Indiani
- Don Massimo Mapelli
- Laura Milani
- Marco Pasetti
- Giancarlo Roviaro
- Carlo Smuraglia
- Maria Teresa Brassiolo
- Bruno Casoni
- Maria Ines Colnaghi
- Nando Dalla Chiesa
- Carlo Faggi
- Marcello Fontanesi
- Gaetano Liguori
- Paola Chiara Marozzi Bonzi
- Piero Amos Nannini
- Carlo Recalcati
- Giorgio Sarti
- Giuseppe Vegas

### Attestati di civica benemerenza
- AGESCI Zona Milano
- ABR Associazione Anna Biagi Rubini ONLUS
- Associazione Casa Magica ONLUS
- Associazione Italiana per l’Educazione Demografica di Milano
- Circolo Culturale I Navigli
- CNGEI Sezione di Milano
- Fondazione Umberto Veronesi
- Gruppo Gelatieri di Milano e provincia - ASSOFOOD
- Istituto Istruzione Superiore Pietro Verri di Milano
- KOCISS S.N.C.
- Laboratorio Teatrale dell’Istituto Istruzione Superiore Luigi Cremona di Milano
- Milano Baseball 1946 A.S.D.
- UOS di Radiologia Senologica IRCCS Fondazione Ospedale Maggiore Ca’ Granda Policlinico
- ZETA SERVICE S.R.L.
- Antica Focacceria San Francesco
- Associazione Genitori Antismog
- Associazione Incontro e Presenza
- Centro Sportivo Culturale Asteria
- Civica Scuola Primaria San Giusto
- Fondazione per la Ricerca e la Terapia in Urologia RTU ONLUS
- Gruppo Archeologico Milanese
- I Magister Cantôr
- Istituto per la Ricerca Sociale
- La Zanzara - Trasmissione radiofonica
- Lega Internazionale per i Diritti e la Liberazione dei Popoli – Sezione di Milano
- Spazio Aperto Servizi ONLUS
- Unità Tutela Decoro Urbano della Polizia Locale di Milano

## Onorificenze 2014

### Ambrogino d'oro - Medaglia d'oro
- Mario Amico
- Gisella Borioli
- Paola Bottini
- Fernando Burgo
- Ugo Cioffi
- Remo Danovi
- Valentina Diouf
- Alberto Fortis
- Nino Formicola, in arte Gaspare
- Gianni Fumagalli
- Adriano Galliani
- Filippo Gandi
- Alessandro Marangoni
- Pietro C. Marani
- Enzo Mari
- Sandro Martini
- Chiara Montanari
- Gabriele Nissim
- Silvio Novembre
- Ernesto Pellegrini
- Carlo Sini
- Società del Quartetto di Milano
- Angela Maria Stevani Colantoni
- Don Domenico Storri
- Adele Teodoro
- Fabio Treves

### Attestati alle associazioni
- ACP Associazione Culturale Pediatri – Sezione di Milano
- AIL Associazione Italiana contro le leucemie-linfomi e mieloma – Sezione di Milano e Provincia
- Aria Pulita – trasmissione televisiva
- Associazione Amici del Museo Poldi Pezzoli
- Associazione Beth Shlomo
- Associazione FAES Famiglia e Scuola
- Associazione GeA – Genitori Ancora
- Associazione Mondo Gatto Onlus
- Associazione OFS Onlus
- AVIS Baggio
- Azienda Vergani srl
- Baio Gabriella
- Berardi Francesca e Lucchese Giacomo
- Centro Spina Bifida dell'Ospedale Niguarda Ca' Granda di Milano
- Centro Trapianti Fegato dell'Ospedale Maggiore Policlinico di Milano
- CIG Centro di Iniziativa Gay – Arcigay Milano Onlus
- Circoli territoriali di Legambiente a Milano
- Comitato inquilini di via Abbiati 4
- Fondazione Asilo Mariuccia
- Hockey Club Milano
- Hockey Club Milano Quanta
- Il Giornale
- La Torneria di via Tortona
- Milanow – canale Televisivo
- Moniotto Giorgio
- Nucleo Ambientale della Polizia Locale di Milano
- Operatori del Presidio della Stazione Centrale di Milano
- Osman Ramadan Sanija
- Polizia Ferroviaria Comparto di Milano
- Scarp de' Tenis – Giornale di Strada
- Teatro della Cooperativa
- Teatro Nuovo
- Tennis Club Ambrosiano
- Unione Nazionale Mutilati per Servizio delle Forze dell'Ordine e Forze Armate dello Stato – Sezione di Milano

## Onorificenze 2015

### Ambrogino d'oro - Medaglia d'oro alla memoria
- Dino Abbascià, imprenditore
- Italo Siena, medico

### Ambrogino d'oro - Medaglia d'oro
- Annamaria Bernardini de Pace, avvocato divorzista
- Romano Bignozzi, capocantiere di Expo 2015
- Roberto Bolle, ballerino
- Giacomo Bulleri, ristoratore
- Maddalena Capalbi, poetessa
- Giancarlo Comi, neurologo
- Domenico De Lillo, ciclista
- Carlo Di Napoli e Riccardo Magagnin, ferrovieri
- Massimo Fini, giornalista e scrittore
- Alessandro Giuliano, capo della Squadra Mobile della Questura di Milano
- Giorgio Lambertenghi Deliliers, direttore del Centro trapianti di midollo del Policlinico di Milano
- Mina, cantante
- Silvia Polleri, presidente della cooperativa Abc del carcere di Bollate
- Don Giuliano Savina, parroco di Greco
- Claudia Sorlini, microbiologa e presidente del comitato scientifico di Expo 2015

### Attestati alle associazioni
- AGPD - Associazione Genitori e Persone con Sindrome di Down Onlus
- AIVIS - Associazione Italiana Vittime e Infortuni della Strada Onlus
- Ambulatorio di Prevenzione e Cura delle Malattie Metaboliche dell’Osso dell’A.O. Fatebenefratelli e Oftalmico di Milano
- Associazione Alfabeti Onlus
- Associazione Make a Wish
- Associazione Provinciale di Milano Monza e Brianza CNA
- Associazione Santa Marta per l’Accoglienza e il Cerimoniale
- Commissariato PS Quarto Oggiaro
- Cooperativa Sociale Comin
- Cooperativa Sociale Comunità del Giambellino
- Cooperativa Sociale Diapason Onlus
- Fondazione Culturale Ambrosianeum
- Il Camparino in Galleria
- Rosanna Marani
- Milano Film Festival
- Niguarda Transplant Center
- Ristorante Il Baretto
- Rivista Musica Jazz
- Teatro del Buratto
- Volontari di Expo 2015

## Onorificenze 2016

### Ambrogino d'oro - Medaglia d'oro alla memoria
- Mariella Borasio

### Ambrogino d'oro - Medaglia d'oro
- Giorgio Cosmacini
- Antonio Albanese
- Antonio Ballista
- Paolo Biscottini
- Janiki Cingoli
- Arjola Dedaj
- Luciano Gattinoni
- Don Aldo Geranzani
- Hutter Paolo Jontof e Oddi Paolo
- Mario Lavezzi
- Letizia Moratti
- Sestilio Paletti
- Luca Patané
- Annarosa Racca
- Livia Veronese Zucchi
- Alberto Vitaloni

### Attestati alle associazioni
- AIAS – Associazione professionale Italiana Ambiente e Sicurezza
- AIS – Associazione Italiana Sommelier – Delegazione di Milano
- ANESV – Associazione Nazionale Esercenti Spettacoli Viaggianti
- Associazione C.P.S.M. Corsi Popolari Serali di Musica
- Associazione Culturale Alma Rosé
- Tullio Barbato
- Roberto Boffi
- Giancarlo Cesana
- Comunità Oklahoma Onlus
- Linea d’Ombra – Trasmissione televisiva di Telenova
- Nidaba Theatre
- Ordine degli Avvocati di Milano
- Ostello Bello
- Maurizio Maria Pagliano
- Paola Persico
- Progetto “Due mani in più”
- Progetto “Ekotonos” della Casa Circondariale San Vittore
- Stazioni dei Carabinieri della Città di Milano
- Teatro Officina
- Unità Reati Predatori della Polizia Locale di Milano

## Onorificenze 2017

### Ambrogino d'oro - Medaglia d'oro alla memoria
- Claudio De Albertis

### Grande medaglia d'oro
- Cardinale Angelo Scola

### Ambrogino d'oro - Medaglia d'oro
- Benedetta Barzini
- Elena Bertocchi
- Eva Cantarella
- Don Virginio Colmegna
- Filippo de Braud
- Pasquale di Molfetta - Linus
- Maria Dicorato
- Francesco Garbagnati
- Marva Griffin Wilshire
- Gian Riccardo Marini
- Gustavo Pietropolli Charmet
- Vladimiro Poggi
- Enzo Ricci
- Giorgio Rossi
- Michele Salvati

### Attestati alle associazioni
- Associazione Campo Olimpia
- Associazione Corpo Volontari Soccorso Protezione Civile
- Associazione Teatribù
- Associazione Nazionale Della Polizia Di Stato Sezione Di Milano
- Associazione Regionale Pugliesi Di Milano
- Civica Scuola Di Teatro Paolo Grassi
- Daniela Cuzzolin Oberosler
- Fanfara Del Comando 1ª Regione Aerea Dell'aeronautica Militare
- Fondazione Gemmologica Italiana - Cisgem
- Fondazione Irccs Istituto Neurologico Carlo Besta Di Milano
- Fondazione Per La Scuola Della Comunità Ebraica Di Milano
- Gianbattista Galli
- Istituto Cooperazione Economica Internazionale
- Lavoratori Della Nuova Logistica E Della Distribuzione Informatizzata
- Giovanni Marzona
- Mensile Milanosud
- Geraldo Mereu
- Ordine Dei Dottori Commercialisti E Degli Esperti Contabili Di Milano
- Personale Impegnato Dal Comune Di Milano Nella Missione Presso Il Comune Di Amatrice
- Radio Lombardia

## Onorificenze 2018

### Ambrogino d'oro - Medaglia d'oro alla memoria
- Luigi Luca Cavalli-Sforza
- Ulianova Radice

### Ambrogino d'oro - Medaglia d'oro
- Marco Alloisio
- Andreina Bassetti Rocca
- Massimo Bottura
- Filippo Crivelli
- Elio e le Storie Tese
- Alberto Fontana
- Alberto Mantovani
- Simona Polo
- Massimo Recalcati
- Fabio Roia
- Claudio Sadler
- Arianna Szörényi
- Jacopo Tissi
- Francesca Laura Wronowski
- Diana Fannj Zanè

### Attestati alle associazioni
- ACRA
- Padre Maurizio Annoni
- Associazione Cena dell'Amicizia Onlus
- Associazione Ciessevi - Centro di Servizio per il Volontariato - città metropolitana di Milano
- Associazione Politeia - Centro per la ricerca e la formazione in politica ed etica
- Aleardo Paolo Caliari
- Casa di Riposo per Musicisti Fondazione Giuseppe Verdi
- CIAI Onlus - Centro Italiano Aiuti all'Infanzia
- CISOM - Corpo Italiano di Soccorso Ordine di Malta - Gruppo di Milano
- Gabriella Farina
- Fondazione Theodora Onlus
- GILS - Gruppo Italiano per la Lotta alla Sclerodermia Onlus
- IPSIA - Istituto Pace Sviluppo Innovazione ACLI di Milano
- Donatella Massimilla
- Massimo Maria Molla
- Anna Maria Prina
- Quotidiano Avvenire
- Ragazzi del Progetto Giovani
- Redazione Buone Notizie - L'Impresa del Bene
- Don Antonio Villa

## Onorificenze 2019

### Ambrogino d'oro - Medaglia d'oro alla memoria
- Francesco Saverio Borrelli
- Carla Casiraghi
- Eugenio Fumagalli
- Don Luigi Melesi
- Filippo Penati
- Giorgio Squinzi

### Ambrogino d'oro - Medaglia d'oro
- Stefano Achermann
- Simone Barlaam
- Cini Boeri
- Vinicio Capossela
- Lella Costa
- Mario Ferrari
- Ricky Gianco (Riccardo Sanna)
- Laura Giuliani
- Emilio Isgrò
- Claudio Luti
- Francesco Malerba
- Mogol
- Sonia Peronaci
- Sultana Razon Veronesi
- Antonio Scurati

### Attestati
- Mouhib Abdelilah
- Asd San Gabriele Basket – Sanga Milano
- Associazione Amici Della Triennale
- Associazione Ciclochard
- Associazione Laudato Si’ – Un’alleanza Per Il Clima, La Terra E La Giustizia Sociale
- Associazione Massa Marmocchi In Bici A Scuola
- Associazione Opera Pizzigoni
- Associazione Portofranco Milano
- Associazione Retake Milano
- Centro Di Assistenza Legale E Medica Card. Schuster - Odv
- Cidiesse – Cooperativa Di Solidarietà Sociale Onlus
- Ditta Guenzati
- Igino Domanin
- Ente Morale Giacomo Feltrinelli Per L’incremento Dell’istruzione Tecnica
- Ibva - Istituto Beata Vergine Addolorata
- Leggo
- Paolo Liaci
- Nino Lo Bianco
- Milano Città Stato
- Agostino Picicco
- Spazio Teatro 89

## Onorificenze 2020[10]

### Ambrogino d'oro - Medaglia d'oro alla memoria
- Operatori sanitari caduti sul lavoro per COVID-19 (Grande Medaglia d’Oro)
- Beppe Allegri e Mauro Resmini
- Cristina Cattafesta
- Raffaele Masto

### Ambrogino d'oro - Medaglia d'oro
- Fedez e Chiara Ferragni
- Fabio Concato
- Sergio Escobar
- Claudio Trotta
- Ambrogio Beccaria
- Cosima Buccoliero
- suor Anna Monia Alfieri
- Loredana Bulgarelli
- Elisabetta Dejana
- Ernesto Emanuele
- Susanna Mantovani
- Vincenzo Maria Mazzaferro
- Gigi e Gabriella Pedroli
- Antonietta Romano Bramo
- Giorgio Vittadini

### Attestati
- Associazione AGIAMO
- Associazione FIMAA (Milano, Lodi, Monza Brianza)
- Associazione Francesco Realmonte Onlus
- Associazione CAF Onlus
- Daniela Bertazzoni
- Centro Ippico Lombardo
- Distretto Rotary 2041
- Isabel Fernández
- Fondazione ISMU
- Susy Liuzzi Giani
- Mamme a scuola Onlus
- Milano Aiuta
- Ordine dei tecnici TSRM e PSTRP (Milano, Como, Lecco, Lodi, Monza Brianza, Sondrio)
- Progetto DAMA Ospedale San Paolo
- Giuseppe Selvaggi
- III Reparto Mobile - Polizia di Stato
- Trasmissione radiofonica 37e2
- Urbanfile
- Gino Vezzini
- Brunello Vigezzi

## Onorificenze 2024[11]

### Attestato alla memoria
- Piccoli martiri di Gorla e loro genitori

### Ambrogino d'oro - Medaglia d'oro alla memoria
- Luigi Cremascoli
- Roberta Guaineri
- Antonio Giuseppe Malafarina
- Pietro Pastorini

### Attestati per la civica benemerenza
- ACACIA - Associazione Amici Arte Contemporanea Italiana
- Associazione Le Soste
- Associazione Libertà e Giustizia
- Associazione Nazionale Vigili del Fuoco del Corpo Nazionale - Sezione di Milano
- Associazione Pubblica Assistenza Milanese
- Associazione Puntozero
- Centro Regionale Trapianti – NITp  del Policlinico di Milano
- Andrea Cherchi
- Società cooperativa sociale Bee.4 Altre Menti
- Cooperativa sociale Pandora
- Cucina Beteavon
- Fondazione Alessandro Maria Zancan - Grandeale
- Fondazione Bagatti Valsecchi
- Fondazione per l'infanzia Ronald McDonald Italia
- Libraccio
- Gianandrea Noseda
- Orchestra Filarmonica della Scala
- Organismo di composizione della crisi da sovraindebitamento dell'ordine degli avvocati di Milano
- St. Ambroeus FC
- Roberta Tagliavini

### Ambrogino d'oro - Medaglia d’oro
- Annalori Ambrosoli Gorla
- Gianni Bombaci
- Francesco Casile
- Roberto Cenati
- Giovanna Di Rosa
- Mario Vincenzo Donadio
- Sandra Gilardelli
- Emilia Lodigiani
- Antonia Madella Noja
- Ulla Alba Manzoni
- Milena Piscozzo
- Stefano Sala
- Andriy Shevchenko
- Francesco Tambasco
- Marina Tavassi

### Grande medaglia d’oro
- Istituto per gli studi di politica internazionale